# 에리카 치프레사
에리카 치프레사(이탈리아어: Erica Cipressa, 1996년 5월 18일~)는 이탈리아의 펜싱 선수로 주 종목은 플뢰레이다. 2020년 하계 올림픽 여자 플뢰레 단체전에서 동메달을 획득했다.

## 개인사
아버지인 안드레아 치프레사 또한 이탈리아 펜싱 국가대표 선수로 활동했다.